# 알렉산드로스 자이미스

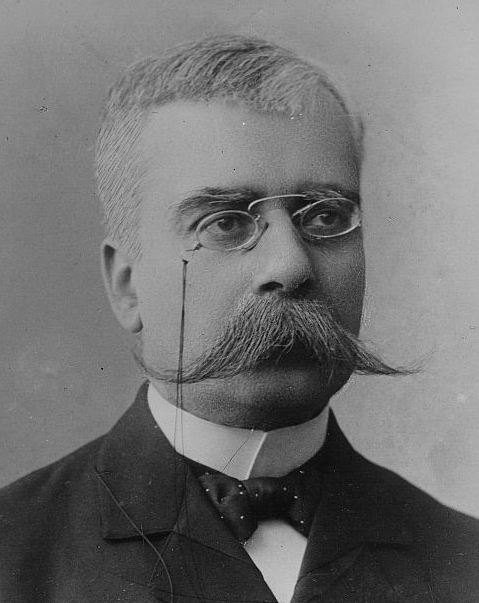
알렉산드로스 제미스

알렉산드로스 제미스(그리스어: Αλέξανδρος Ζαΐμης, 1855년 11월 9일 ~ 1936년 9월 15일)은 그리스의 정치가이며, 그리스의 총리를 지낸 트라시불로스 제미스의 아들이다. 젊은 나이에 정계에 진출하여 1885년 의회 의원이 되었으며, 1897년에 처음으로 총리로 선출되었다. 1906년에 그는 크리티 자치국의 최고 행정관으로 임명되었다. 1917년 엘레프테리오스 베니젤로스가 그리스 북부에 대립 정부를 이끌던 당시 콘스탄티노스 1세 치하에서 제미스는 다시 총리직을 지냈다. 삼국 협상의 압력으로 같은 해 6월에 그는 베니젤로스를 위해 사임하였다. 온건 보수파였던 제미스는 1926년과 1928년에 베니젤로스파와 온건 보수파의 연립 정부에서 총리직을 맡았다.
1929년에 제미스는 그리스 제2공화국 대통령에 선출되었으며, 1935년에 왕정이 복고될 때까지 대통령직에 재직하였다. 그는 1936년에 오스트리아 빈에서 죽었다.